# Climent X
Climent X (Roma, 13 de juliol de 1590 - Roma, 22 de juliol de 1676), nascut Emilio Bonaventura Altieri, va ser escollit papa el 1670 amb vuitanta anys. La seva carrera eclesiàstica es va repartir entre Polònia i Itàlia. Durant el seu pontificat, va canonitzar cinc persones, va regular el tractament de les relíquies i va millorar l'ornamentació de Roma.

## Joventut
Emilio Bonaventura Altieri va néixer a Roma el 13 de juliol de 1590 en una antiga família noble romana. Els Altieri, de fet, van presumir en el moment de sis segles de presència ininterrompuda a la ciutat. L'any 983 un tal Marc Altieri havia jugat el paper de majordom de l'emperador Otto III. En temps més recents, la família s'havia aliat de vegades amb els Colonna i els Orsini. Durant pontificats anteriors, la família Altieri havia rebut diverses tasques i assignació de missions delicades importants.
El pare era Emilio Lorenzo Altieri; la mare era Vittoria Delfini, noble veneciana. Emili era el tercer de sis fills. Va ser batejat a la basílica de Sant Marc Evangelista.
Va estudiar dret a la Universitat de Roma La Sapienza, doctorant-se el 1611 in utroque jura. Després va començar una prometedora carrera a l'advocacia. En els anys següents, va decidir dedicar-se a la carrera eclesiàstica, també estimulada pels exemples que havia observat en la família. Aquesta decisió va tenir una proporció significativa de l'ambient de la cort de Ludovico Ludovisi.
Emilio Altieri va ser ordenat sacerdot el 6 d'abril de 1624. El mateix any el papa Urbà VIII el va nomenar auditor enviant-lo a Polònia, on va estar al servei del nunci apostòlic Giambattista Lancellotti fins al 1627. Al seu retorn, el Papa el va nomenar bisbe de Camerino. El 1630 Altieri va celebrar el sínode diocesà (els actes van ser publicats l'any següent (Constitutiones et decreta edita et promulgata in synodo diocesana Camerinensi..., Macerata 1631).
Altieri va rebre noves assignacions del Papa: entre 1633-634 va ser vicari de la Santa Casa de Loreto, el 1636 va ser enviat a Ravenna per a organitzar les operacions de rescat a la població afectada per la inundació del Po di Primaro. El 1641 va ser nomenat governador de Macerata. Va ser nunci apostòlic al Regne de Nàpols. Va romandre a la capital napolitana durant vuit anys. Durant aquest període testimoni de la revolta liderada per Masaniello.
Se li va oferir un títol de cardenal, però va renunciar en favor del seu germà Giambattista (juliol de 1643).
El nou Papa Alexandre VII (1655-1667) el va nomenar nunci a Polònia. El seu successor Climent IX (1667-1669) el nomenà secretari de la congregació per als bisbes i membres del clergat regular. El 29 de novembre de 1669 Climent IX, uns dies abans de la seva mort, el va fer cardenal.

### Historial de missions
- 1624-1627: auditor a la nunciatura a Polònia;
- 29 de novembre de 1627[1] - 29 abril 1670: és el bisbe de Camerino;
- Visitador Apostòlic (aquesta assignació no va ser efectiva per l'esclat de la Guerra de Castro);
- 10 de desembre de 1633 governador de Loreto (Ancona) ;
- 4 juny 1636: president de la Romagna ad interim;
- 22 de gener a 7 d'octubre de 1641: governador de les Marques;[2]
- 25 de desembre de 1644-1652: nunci al Regne de Nàpols;
- 1655: ambaixador extraordinari a Llombardia;
- 1657: Secretari de la Congregació de Bisbes i Regulars;
- 25 de gener de 1667 és comissionat de la Inquisició romana;
- Juny / juliol de 1667: Mestre de cambra de Climent IX;
- 29 de novembre 1669 a 29 abril 1670: creat cardenal prevere;
- 29 d'abril de 1670: és elegit Romà Pontífex.

## El conclave del 1669-1670
El Cardenal Altieri va ser elegit papa el 29 d'abril de 1670 al Palau apostòlic. L'11 de maig va ser coronat pel cardenal Francesco Maidalchini. Va prendre el nom del seu predecessor, Climent IX. En el moment de l'elecció tenia 79 anys i 9 mesos. Després d'ell, cap papa va ser triat a una edat tan avançada.
Van participar en la fase final del conclave, que va començar el 20 de desembre de 1669, 59 cardenals, 56 dels quals van expressar la seva preferència pel cardenal Altieri. L'elecció va arribar a la quarantena segona votació. De quatre mesos de duració, va ser el conclave més llarg mai no realitzat (a excepció del de 1314-1316 que va triar a Joan XXII).

## El pontificat

### Les relacions amb les institucions de l'Església
El 19 de maig de 1670 Climent X suprimí el títol cardenalici de San Salvatore in Lauro, i el va transferir al de San Bernardo alle Terme Diocleziane.
Climent X va confirmar els privilegis ja assignats als següents ordres: Calatrava (2 de març de 1670) i els Frares Menors Observants a Terra Santa (11 de juny de 1670).
El 2 de maig de 1672 va aprovar els estatuts de l'orde dels Germans de Betlem.
Concessions pontifícies
El Papa va confirmar les exempcions concedides al Col·legi Alemany de Roma (14 de gener de 1671); va confirmar les concessions atorgades pels seus predecessors a la Confraria del Cordó (breu Dudum Felicis del 13 de juliol 1673); atorgà protecció especial a la Unió de Nostra Senyora de la Caritat (1674); i finalment, va confirmar les constitucions de les germanes teatines (ja aprovades pel seu predecessor Gregori XVI).

### Les decisions en matèria litúrgica
Climent X va instituir la festa dels Àngels de la Guarda, que se celebra cada segon dia del mes d'octubre.
Amb la constitució apostòlica Superna magni patrisfamilias (21 de juny de 1670), el Papa va confirmar una pràctica de llarga data pel que fa a la confessió: l'obligació de la confessió anual al rector es considera complert fins i tot quan no hi ha confessió aprovada regular o secular. No obstant això, cal el permís d'un bisbe local.
En 1671, a petició de la reina espanyola Maria Anna, el Papa va estendre a tota la nació espanyola la celebració litúrgica del Santíssim Nom de Maria (17 de setembre).
El 13 de gener de 1672 el pontífex havia publicat una decisió respecte a les relíquies (Ex commissae nobis coelitus). En un intent per regular d'una vegada una matèria complexa i irregular, confià al cardenal vicari, Gaspare Carpegna, la tasca d'extracció i les relíquies. També va confirmar que el tràfic de relíquies està prohibit, sota pena d'excomunió. Aquesta mesura es considera com l'acte fundador de la "Custòdia de les Santes Relíquies i cementiris".
Amb el breu Alias a Congregatione del 19 d'agost de 1672 va permetre que els canonges regulars i els Ermitans de Sant Agustí per celebrar el culte dels sants Posidi i Alipi.
En 1674 el Papa va reconèixer la creixent devoció a la Mare de Déu del Carme i va decidir estendre el seu dia de festa (16 de juliol) al sud d'Itàlia, a Espanya i les seves colònies. En 1675 la festa es va ampliar a Àustria.
En 1676 es va concedir a la diòcesi de Freising (Baviera) el dret a celebrar una festa especial en honor de la Santa Espina el dilluns següent al diumenge de passió (la concessió va ser confirmada el 1689 per Innocenci XI).
Va prohibir la pràctica, estesa sobretot a Baviera, pel qual el capellà, a la missa pasqual, incloïa generalment en l'homilia curiositats i acudits per despertar el riure en els fidels (Risus Paschalis).

### Decisions en matèria de doctrina
Climent X va prohibir als missioners la publicació de llibres sense el permís de la Congregació de Propaganda Fide (16 d'abril de 1673).

### El quinzè jubileu
El 16 de juny de 1670, Climent X va proclamar un jubileu extraordinari per inaugurar el seu pontificat. El 5 de novembre de 1672 va celebrar un segon jubileu extraordinari per al foment de la unitat dels reis cristians contra l'amenaça dels turcs.
En 1675 va fer una crida pel XV Jubileu Ordinari. La butlla per al jubileu, Ad Apostolicae vocis oraculum, del 16 d'abril de 1674, es va llegir el 3 de maig i es va publicar el 23 de desembre de 1674.
En l'obertura de la Porta Santa, el 24 de desembre de 1674, va comptar amb la participació de dues-centes mil persones. Als treballs va assistir l'arquitecte Gian Lorenzo Bernini. El pontífex va ordenar a Bernini la restauració de monuments i places (incloent la plaça de Sant Pere. Així que molts viatgers van arribar a Roma no només per assistir al Jubileu, sinó que també per visitar els monuments restaurats per a aquest esdeveniment. Durant l'any sant, el Papa va reafirmar la prohibició d'augment dels preus de l'habitatge i es van prohibir els desallotjaments. Durant l'Any Sant va arribar a Roma d'un milió i mig de pelegrins.

### Les relacions amb els monarques europeus

#### França
El pontífex va demanar el suport de Lluís XIV per combatre l'Imperi Otomà, però el rei de França (que era un aliat del Sultà) no va voler fer-li la guerra. En l'any en què Climent va ascendir al tron papal (1670), el rei de França es va aliar amb el rei d'Anglaterra per repartir-se les Províncies Unides dels Països Baixos, un territori que anteriorment formava part del Sacre Imperi Romanogermànic i que s'havia tornat independent al final del segle xvi. En 1672 Lluís XIV i Carles II d'Anglaterra, juntament amb alguns prínceps del Rin, van declarar la guerra les Províncies Unides Holandeses el 1672, iniciant la Guerra francoholandesa.
Les dues potències ho tenien fàcil a causa de les petites forces de la República. Quan van començar les negociacions de pau, Climent X va aconseguir que les reunions es duguessin a terme a Colònia (ciutat catòlica). El pontífex va encarregar al nunci a Brussel·les per representar-lo. Les seves expectatives eren millorar la condició dels catòlics, una minoria, que vivien a la república. Però les noves victòries militars dels francesos van empènyer als altres països europeus a reaccionar: en 1674 la guerra tornà a esclatar, encara més sagnant que abans. L'últim intent del Papat per solucionar el conflicte va ser enviat a l'octubre de 1675 als seus representants a les corts europees.
El conflicte va donar lloc a un enduriment de les relacions amb la Corona francesa també sobre les seves jurisdiccions espirituals. Des del Concordat de Bolonya el rei de França tenia el dret d'assignar a algunes diòcesis les prebendes a una seu que havia quedat vacant (regalie spirituali) i per administrar els ingressos episcopals (regalie temporali). Lluís XIV en 1673 i en 1675 va establir que el dret de regalia era digne de tots els territoris de la Corona de França. Climent X no va protestar, per tant, gairebé tots els bisbes francesos seguiren el reial decret. Només els bisbes d'Alet i Pamiers (també coneguts per les seves tendències jansenistes), va desobeir i van apel·lar al papa. El pontífex va morir poc després i va deixar la solució de la controvèrsia al seu successor.

#### Polònia
El pontificat de Climent X va ser marcat per l'agreujament del perill turc. El 1672 Polònia estava sota l'atac otomà. El papa va tractar de formar una aliança defensiva. Va donar la benvinguda a l'apel·lació de l'emperador i dels prínceps catòlics d'Alemanya; Rússia, en guerra amb la Confederació de Polònia i Lituània, va estipular una treva i es va unir a l'aliança.
L'11 de novembre de 1673 l'exèrcit «cristià» dirigit per Joan Sobieski (nomenat general de la corona), va portar una victòria decisiva sobre els turcs en una batalla al riu Dnièster. Al mateix any va morir el rei Miquel I. El pontífex, que participava en l'elecció del nou rei de la confederació, votà a favor de l'elecció de Joan Sobieski (1674). El rei Joan va derrotar novament els turcs en una batalla per la defensa de Lviv (1675).
El 1671 el papa va donar la Rosa d'Or a la reina consort de Polònia, Elionor d'Habsburg.

### El govern dels Estats Pontificis
Climent X va designar ell seu Secretari d'Estat, el cardenal Federico Borromeo (maig de 1670). Formaren la seva cort els següents prelats de la seva elecció:
- Monsenyor Bernardino Rocci, majordom (promogut cardenal el 1675);
- Monsenyor Camillo Massimo, Mestre de Cambra (cardenal al final de 1670);
- Gaspare Carpegna datari (cardenal al final de 1670).

El 1671, en morir Antonio Barberini, nomenà nou Camarlenc del Sacre Col·legi en la persona del cardenal Paluzzo Paluzzi Altieri (1671-1698. El 1673, en morir Federico Borromeo, va nomenar un nou secretari d'Estat, el cardenal Francesco Nerli (1673-1676).
Amb una constitució publicada el 15 de març de 1671 el papa va permetre als nobles dels Estats Pontificis exercir el comerç, sense perjudici del seu status. Fins llavors l'exercici del comerç havia estat considerat per als nobles com una cosa reprovable.
El 1674, la decisió del cardenal Altieri per imposar un nou impost del 3% sobre tots els béns importats a Roma va despertar les protestes dels ambaixadors de diferents països. Amb la sol·licitud d'una reunió informativa amb el papa, el cardenal Altieri, que havia pres les regnes del govern papal, va impedir amb un pretext als ambaixadors que poguessin veure el papa. La crisi va continuar fins al nomenament del successor de Climent X.
Des del papat de Climent X les monedes encunyades a Roma van portar una petita representació de l'escut d'armes del prelat a càrrec de la marca; el costum es va conservar fins a l'any 1817.

## Mecenatge i obres realitzades a Roma

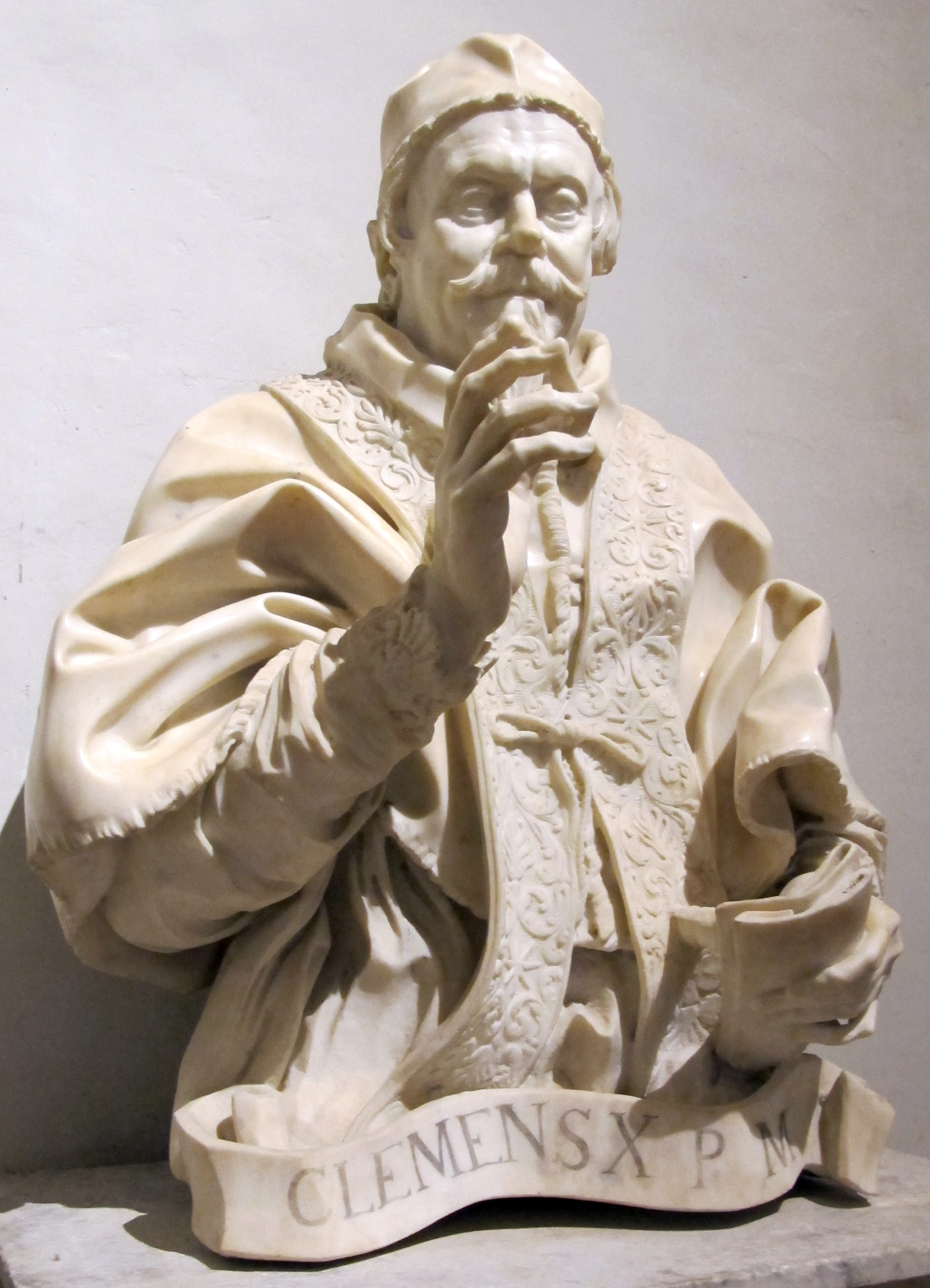
Gian Lorenzo Bernini, Bust de Climent X

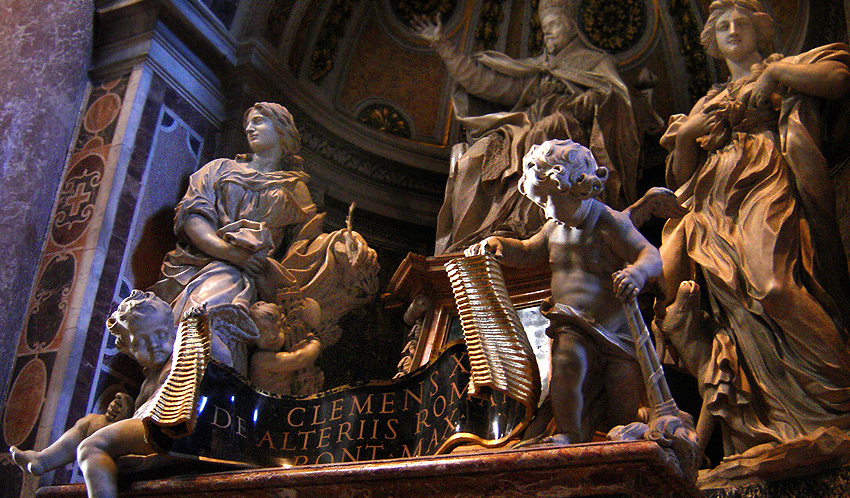
La tomba de Climent X a la basílica de Sant Pere a Roma

Durant el seu pontificat, va tornar a la idea de la creació de la caça de braus (les curses de braus actuals) al Coliseu. Però es va notar al papa que el Coliseu havia estat el lloc del martiri de molts cristians; Climent X va acceptar aquest argument: no va autoritzar els espectacles i va erigir una gran creu al centre de l'amfiteatre. Amb motiu del Jubileu de 1675, Climent X que va a col·locar dos inscripcions, als quals instava els pelegrins que arribaven, no a admirar la magnitud romana de l'obra, sinó a «despertar en la memòria fidel de la santedat del lloc i la fortalesa dels màrtirs» i a pregar per ells.
Durant el pontificat de Climent X es va descobrir a Roma una bella escultura de marbre de l'època romana. Avui es conserva als Museus Capitolins amb el nom de Venus Capitolina.
El papa va ordenar la construcció de la segona font de la plaça de Sant Pere (l'anomenada «font bessona»), que va ser inaugurada el 28 de juny de 1677. A més va fer realitzar la font del querubí del Palazzo Sacchetti.
Va fer ampliar el Palazzo Caffarelli al Campidoglio i el Palazzo Altieri.
Giovanni Battista Gaulli (1639-1709) va realitzar un famós retrat a l'oli del pontífex.

## Mort i enterrament
Climent X va morir als 86 a la tarda del 22 de juliol de 1676 a Roma, de resultes de la gota que patia. Abans d'ell, cap papa havia arribat a la seva edat. Va ser enterrat a la basílica del Vaticà.

## Canonitzacions i beatificacions
Climent X celebrà sis canonitzacions:
- 12 d'abril de 1671:
  - Gaietà de Thiene (1470-1547), sacerdot, fundador dels Clergues Regulars Teatins;
  - Francesc de Borja (1510-1572), sacerdot profes de la Companyia de Jesús;
  - Lluís Bertran (1526-1581), sacerdot profés de l'Orde de Predicadors;
  - Filippo Benizi (1233-1285), sacerdot profés de l'orde dels Servents de Maria;
  - Rosa de Santa Maria (1586-1617), terciària dominica.

A més pujà als altars 22 beats en el transcurs de quatre cerimònies. Finalment confirmà el culte de Norbert de Xanten i l'insereix al Breviari i Missal Romà (13 de setembre de 1672); i inserí al Martirologi romà el nom del papa Lleó III (1673).
- 14 d'agost de 1670
  - Pere Pasqual (1225-1300), bisbe mercedari de Jaén
- 28 de gener de 1671
  - Ludovica Albertoni (1474-1533), terciària franciscana
- 1 de maig de 1672:
  - Pius V (1504-1572), papa
- 18 de maig de 1672
  - Giacomo Bianconi (1220-1301), sacerdot de l'Orde de Predicadors
- 17 de maig de 1673
  - Salomé de Galítsia (1211-1268), abadessa del monesterir de les clarisses de Sandomierz
- 6 d'abril de 1675
  - Caterina de Gènova (1447-1510), mística
- 21 d'abril de 1675
  - Joan de la Creu (1542-1591), sacerdot, reformador de l'orde dels Carmelites descalços
- 25 de maig de 1675
  - Oleguer, arquebisbe de Tarragona
- 20 de juny de 1675
  - Francesc Solano (1549-1610), sacerdot de l'Orde de Frares Menors
- 24 de novembre de 1675
  - Nicholas Pieck i 18 companys († 1572), màrtirs de Gorkum
- 28 de març de 1676
  - Joan de Kęty (1390-1473), sacerdot

## Diòcesis erectes per Climent X
- 1671: Eparquia de Baalbek, de ritus antioquè (al Líban)
- 12 de juny de 1673: Eparquia de Jbeil de ritus antioquè (al Líban)
- 1 d'octubre de 1674: el vicariat apostòlic de Nova França va ser elevat al rang de diòcesi. Assumí el nom de diòcesi de Quebec. El territori, vastíssim, comprenia tots els territoris francesos i les regions encara no explorades pels europeus a l'Amèrica del Nord compreses entre la badia de Hudson fins a la badia de Louisiana. Les colònies britàniques i espanyoles en quedaven excloses. La diòcesi de Quebec quedà immediatament subjecta a la Santa Seu.

## Consistoris per la creació de nous cardenals
El Papa Climent X, durant el seu pontificat, creà 20 cardenals en el transcurs de sis consistoris.
Climent X, per tal que no s'extingís la seva pròpia família, adoptà el 1669, Gaspare Paluzzi Albertoni, el marit de la seva neta Laura Caterina, l'únic supervivent de la família. Quan es va convertir en el Papa, que va imposar el seu nom i l'escut d'armes a tots Albertoni Paluzzi. Va passar a formar part del pare de la família Gaspare, Angelo, a més d'oncle del cardenal Paluzzo, que des de llavors s'ha anomenat el cardenal Altieri.

## Honors
Gran Mestre de l'Orde Suprem del Crist